# Tutte le volte
Tutte le volte è un singolo della cantante italiana Alessandra Amoroso, pubblicato il 3 settembre 2021 come terzo estratto dal settimo album in studio Tutto accade.

## Descrizione
Il brano, scritto a quattro mani da Tropico con Francesco Catitti, prende spunto dalla vita della cantante. La stessa Alessandra Amoroso racconta:

## Video musicale
Il video, diretto da Bendo e coreografato da Veronica Peparini, è stato reso disponibile il 7 settembre 2021 attraverso il canale YouTube dell'artista.

## Tracce
Testi e musiche di Davide Petrella e Francesco Catitti.
1. Tutte le volte – 2:57

## Classifiche
| Classifiche (2021) | Posizione massima |
| ------------------ | ----------------- |
| Italia             | 66                |